# Saint-Junien
Saint-Junien è un comune francese di 11 910 abitanti nel dipartimento dell'Alta Vienne, regione della Nuova Aquitania.

## Società

### Evoluzione demografica
Abitanti censiti

## Amministrazione

### Gemellaggi
- Wendelstein
- Żukowo